# Attentat du 20 août 2016 à Gaziantep
L'attentat du 20 août 2016 à Gaziantep est un attentat-suicide survenu lors d'une cérémonie de mariage en Turquie. C'est l'attentat le plus meurtrier de l'année dans le pays. Les éléments de l'enquête montrent l'implication de l'État islamique.

## Contexte
Au cours de la guerre civile syrienne, les combattants kurdes représentent un des adversaires les plus redoutables face à l'État islamique (EI), soit directement par leurs groupes armés (comme les YPG) soit via la coalition des Forces démocratiques syriennes  (FDS) qui regroupe des Kurdes, des Arabes, des Assyriaques et des volontaires étrangers. Quelques jours avant l'attentat, les FDS ont remporté une victoire importante face à l'EI, en le chassant hors de Manbij.
De plus, dans le cadre de la seconde guerre civile irakienne, entre la date de la bataille de Manbij et celle de l'attentat de Gaziantep, les peshmergas kurdes ont continué à gagner du terrain en Irak, en reprenant une douzaine de villages aux djihadistes.
La ville de Gaziantep est géographiquement proche de la Syrie, à une soixantaine de kilomètres de la frontière. Beaucoup des habitants sont kurdes. Elle est particulièrement touchée par la guerre. Déjà, par le nombre important de réfugiés syriens qu'elle accueille, du fait de sa proximité et parce que le secteur du logement y est suffisamment dynamique pour leur donner du travail. Mais aussi car c'est une ville où l’État islamique a des réseaux particulièrement importants et plusieurs cellules.
Le mariage a peut-être été pris pour cible car le marié est membre du parti pro-kurde HDP. Si ce n'est pas le cas, il s'agirait de la première fois que Daech attaquerait des civils en Turquie sans cibler spécifiquement des partis politiques ou des lieux touristiques.

## Déroulement des faits
Aux alentours de 22 h 50 (UTC+3), une explosion se produit lors d'une cérémonie de mariage en extérieur dans le quartier de Şahinbey à Gaziantep au sud-est de la Turquie. Les autorités parlent d'un attentat terroriste probablement mené par un kamikaze.

## Bilan
Le dernier bilan fait état de cinquante-sept morts, dont trente-quatre enfants, et près de cent blessés. Les mariés ont survécu.

## Revendications
L'attentat n'a pas été revendiqué. La piste de l'État islamique est privilégiée puisque la plupart des victimes sont des Kurdes.

## Répercussions
Lors des funérailles, un groupe de personnes a crié « Honte à toi Erdoğan ! », accusant le président turc de ne pas les avoir protégées contre les djihadistes. Le HDP a demandé l'ouverture d'une enquête « contre toutes les failles de sécurité et de renseignement ». Ankara de son côté promet de nettoyer ses frontières de l'État islamique. Ce nettoyage en particulier débute le 24 août avec la seconde bataille de Jarablus, soutenue par la coalition internationale, avec laquelle la Turquie souhaite chasser l'État islamique, en Syrie, de ses frontières et parallèlement éviter que les Kurdes s'y installent et ne prennent le contrôle. 
Le 31 août, un arrêté du gouverneur interdit, dans la province de Gaziantep, les cérémonies festives (fiançailles, noces, mariage, soirée du henné, fête de la Circoncision notamment) en extérieur et ces cérémonies, qui doivent par conséquent se dérouler en intérieur, doivent être signalées au préalable aux autorités de police. 

## Enquête
Selon des témoins, le terroriste serait venu avec deux autres personnes qui ont ensuite pris la fuite. Le parquet a retrouvé des restes d'une ceinture explosive sur la scène. Le dispositif utilisé pour l'explosion semble être identique à ceux de l'attentat de Suruç et d'Ankara. Le président Erdoğan indique que le kamikaze est un adolescent âgé entre 12 et 14 ans, probablement lié à l'État islamique, qui « soit s'est fait exploser, soit portait des explosifs actionnés à distance ». Le Premier ministre Yıldırım quant à lui a été moins affirmatif, précisant simplement que les recherches étaient en cours pour déterminer l'identité des auteurs de l'attaque. Le 23 septembre, Erdoğan confirme que le kamikaze était un jeune adolescent, de 14 ans ; les bombes était attachée au corps de l'enfant, cachée par un tee-shirt du footballeur argentin Lionel Messi et actionnée à distance.  